# Korinnis axelpreckeri
Korinnis axelpreckeri är en insektsart som beskrevs av Oliver Zompro 2005. Korinnis axelpreckeri ingår i släktet Korinnis och familjen Prisopodidae. Inga underarter finns listade i Catalogue of Life.